# Перичели II (Козенца)
Перичели II је насеље у Италији у округу Козенца, региону Калабрија.
Према процени из 2011. у насељу је живело 52 становника. Насеље се налази на надморској висини од 9 м.